# 旧大國家住宅
旧大國家住宅（きゅうおおくにけじゅうたく）は、岡山県和気郡和気町にある国の重要文化財の民家である。

## 大國家について
大國家は元来、大森姓を名乗っていた。祖先は大森新四郎道明といい、辛川城（岡山市北区西辛川）の城主の弟であったと言われている。道明は戦国時代末期に和気に移り、定住したと伝えられている。
江戸時代中期の享保12年（1727年）大森武助満體（おおもり ぶすけ みつもと）は、18歳で運送業を興した。延享4年（1747年）に本家より分家し、屋号を「光基」とし、尺所村（現在地）に居を構えた。
大森家発祥から初代当主・満體が宝暦10年（1760年）に家屋を新築する頃までの記録については、3代目当主・文助勝衛（ぶんすけ かつえ）が『大森氏覚書』に書き留めている。
歴代当主は家業を営む傍ら、文人墨客とも親交を持ち、地域文化振興の一翼を担った。岡山藩に運上金を拠出し、橋を架けたり、貧困者の救済を行うなどの慈善事業を行った。幕末、7代目・武須計道善（ぶすけ みちよし）が当主であった安政6年（1859年）、尺所村の大庄屋格となった。また、道善の時代に大國姓を名乗るようになった。

### 大國（大森）家歴代当主
括弧内は生没年
1. 大森 武助 満體（宝永7年（1710年） - 安永2年（1773年））※延享4年（1747年）分家
2. 大森 武兵衛 茂朝（寛保元年（1741年） - 寛政9年（1797年））
3. 大森 文助 勝衛（宝暦2年（1752年） - 文化13年（1816年））
4. 大森 武右衛門 森斐（天明6年（1786年） - 嘉永5年（1852年））※天保4年（1833年）隠居
5. 大森 武助 茂樹（寛政4年（1792年） - 嘉永元年（1848年））
6. 大森 補喜太 宗明（? - 安政5年（1858年））
7. 大國 武介（武須計） 道善（文政10年（1827年） - 明治33年（1900年））
8. 大國 嘉十郎 茂行（嘉永5年（1852年） - 明治29年（1896年））

## 住宅の概要

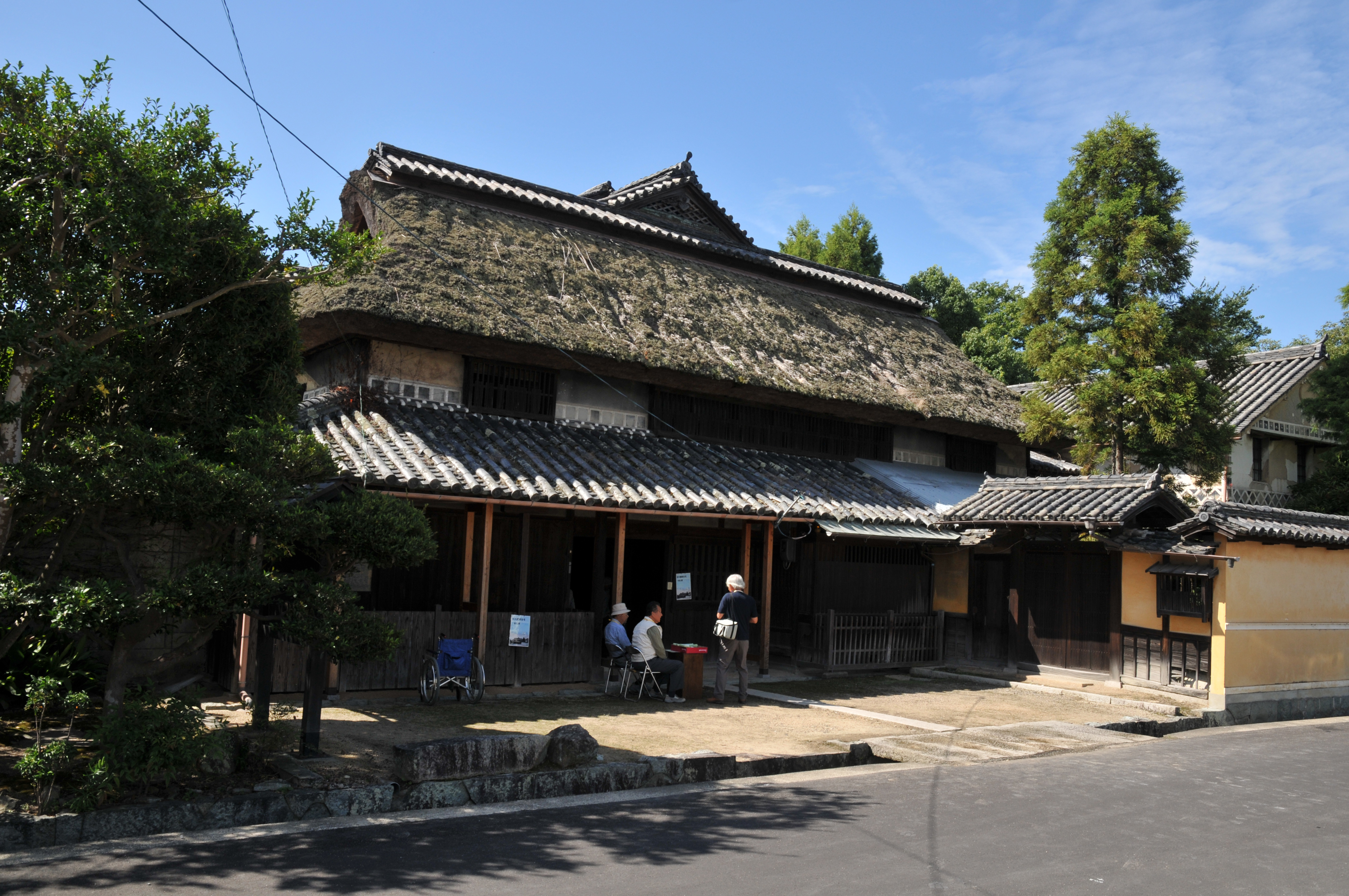
主屋（北面）

### 特色
『大森氏覚書』の記述によれば、大森武助満體が宝暦10年（1760年）に主屋を建造したとある。
主屋は上から見るとほぼ正方形で、一部に2階を設ける。入母屋造の屋根2つを前後に並べ、これらの間を棟が直交する切妻屋根で連結した比翼入母屋造形式の屋根となっており、棟は上から見ると「エ」の字形を呈する。屋根は入母屋部分は茅葺で、切妻部分は棟が瓦葺で下部は茅葺、庇は瓦葺となっている。建造当初は、平行する2つの棟の間に樋を通して雨水を流していたと、『大森氏覚書』に記載されている。内部は西半（通りから見て右側）を床上部とし、東半は通り土間で、一部を仕切って小部屋とする。
主屋の上手（西）に接して建つ「蔵座敷」には床（とこ）・棚付きの「御成の間」を設ける。この部屋は床の間を通常より幅広にしており、違い棚の框にはフナクイムシに食べさせた穴に胡粉を塗り込んだ材を用いる。東側の隣室との境の襖は、正面側に倉敷の文人・井上端木に鶴を描かせ、裏側に4代目当主・黄谷（武右衛門森斐）が亀を描いている。「御成の間」には鴨方藩主や岡山藩家老・土倉氏などを招待した。「御成の間」の南隣には四畳半の茶室が設けられている。主屋・蔵座敷と表の通りとの間の庭は狭いため、土塀を高く築き、庭に水堀代わりのやや深めの泉水を設けるなどの外敵から賓客を守る工夫がなされている。なお、「御成の間」「茶室」は賓客のための部屋であったため、明治以降は家族が立ち入ることはまれであった。
大國家の家屋は家相の影響を大きく受けており、主屋の土間にあった柱を家相判断により切り取っている。また、家相判断を記入した家の見取り図が多数見つかっている。

### 規模
- 敷地面積：2,859平方メートル
- 延床面積：1,020.8平方メートル

## 文化財指定
平成12年（2000年）、岡山県重要文化財に指定された。平成14年（2002年）、大國家より和気町に寄贈。平成16年（2004年）7月6日、国の重要文化財に指定された。指定対象は主屋など6棟（下記）及び宅地で、土塀が附（つけたり）指定となっている。特異な屋根形式をもつ主屋のほか、蔵などの付属建物や石垣、池などの工作物を含めた屋敷構えが良好に保存されていること、古文書や部材の墨書などにより各建物の建築年代が明確であること等から、文化財として高く評価されている。
- 主屋：宝暦10年（1760年）
- 蔵座敷：享和元年（1801年）
- 中蔵：文化5年（1808年）
- 乾蔵：文化5年（1808年）
- 酉蔵：文化5年（1808年）
- 井戸場：寛政4年（1851年） - 安政5年（1858年）
- （附指定）土塀：天保年間（1830年 - 1844年）
- 宅地：2,859平方メートル

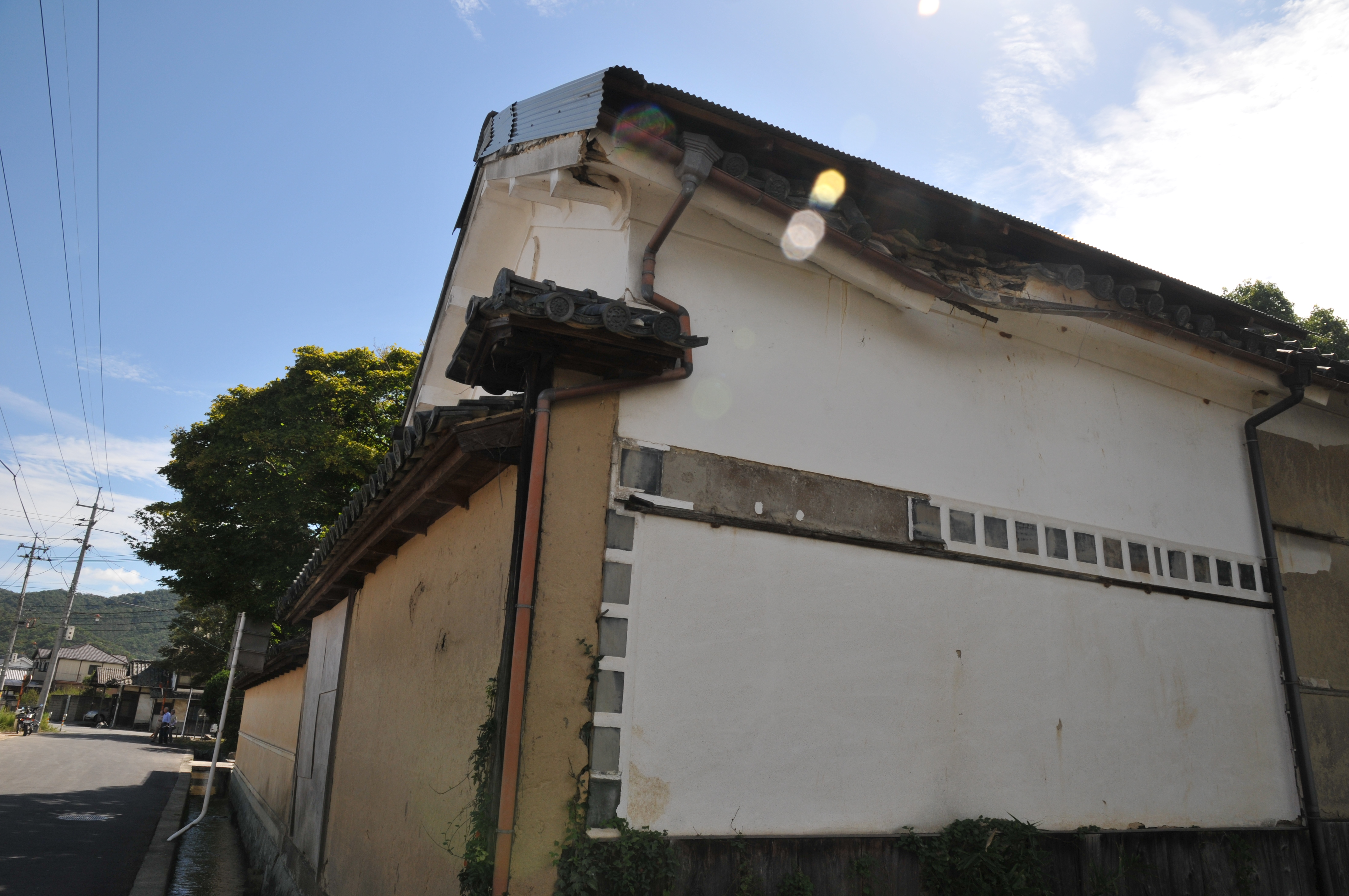
乾蔵
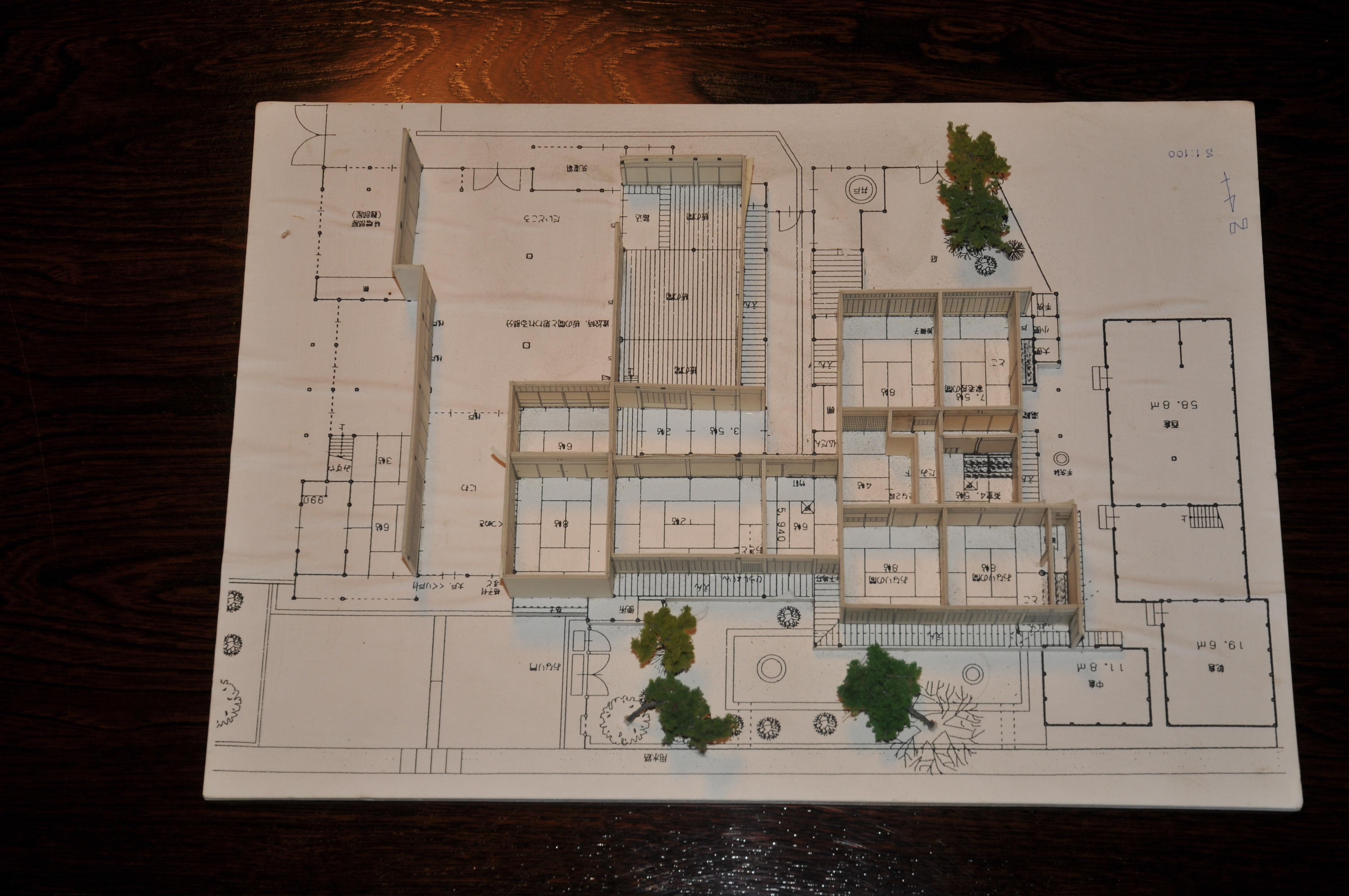
屋敷見取図
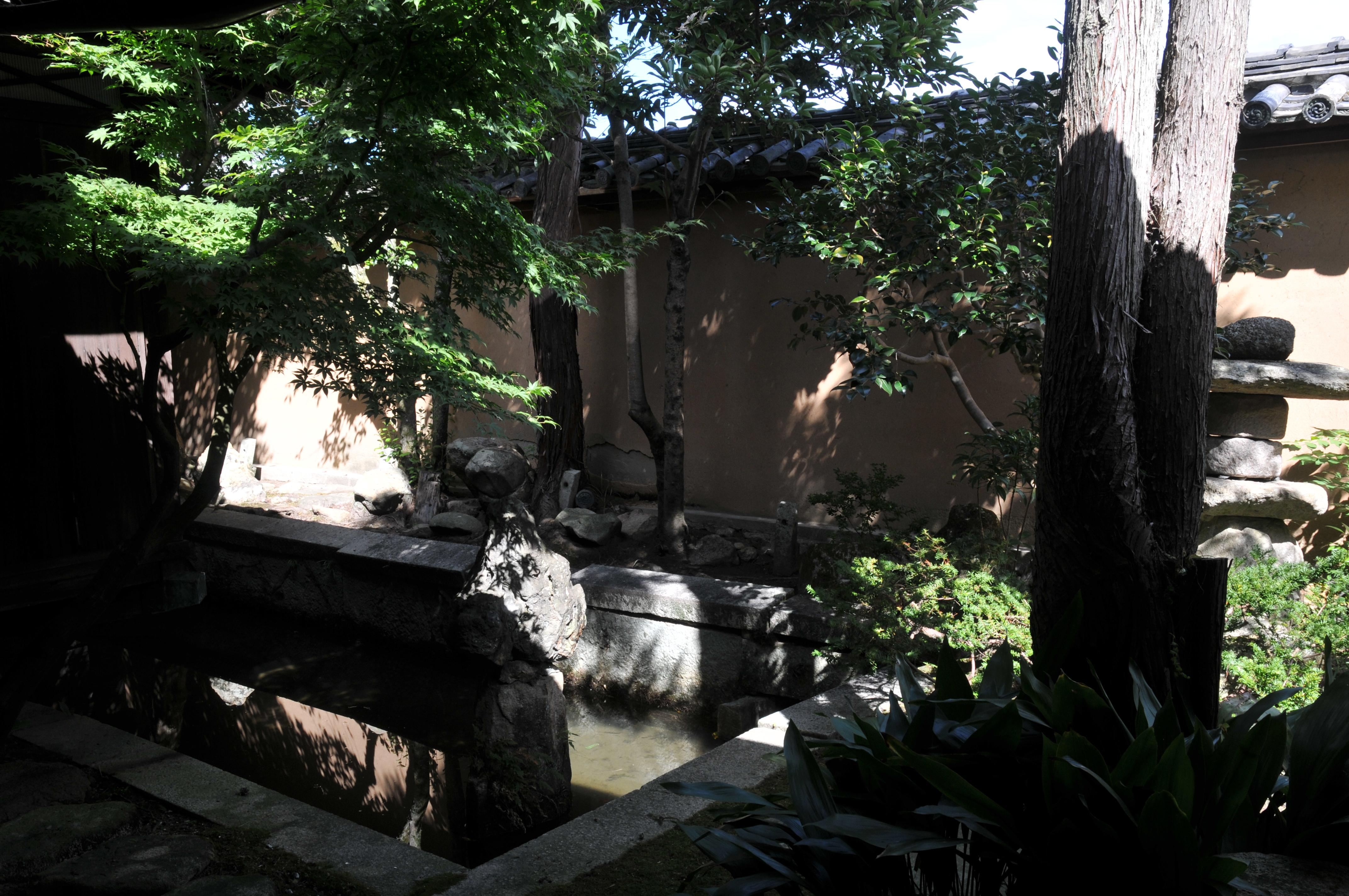
前庭
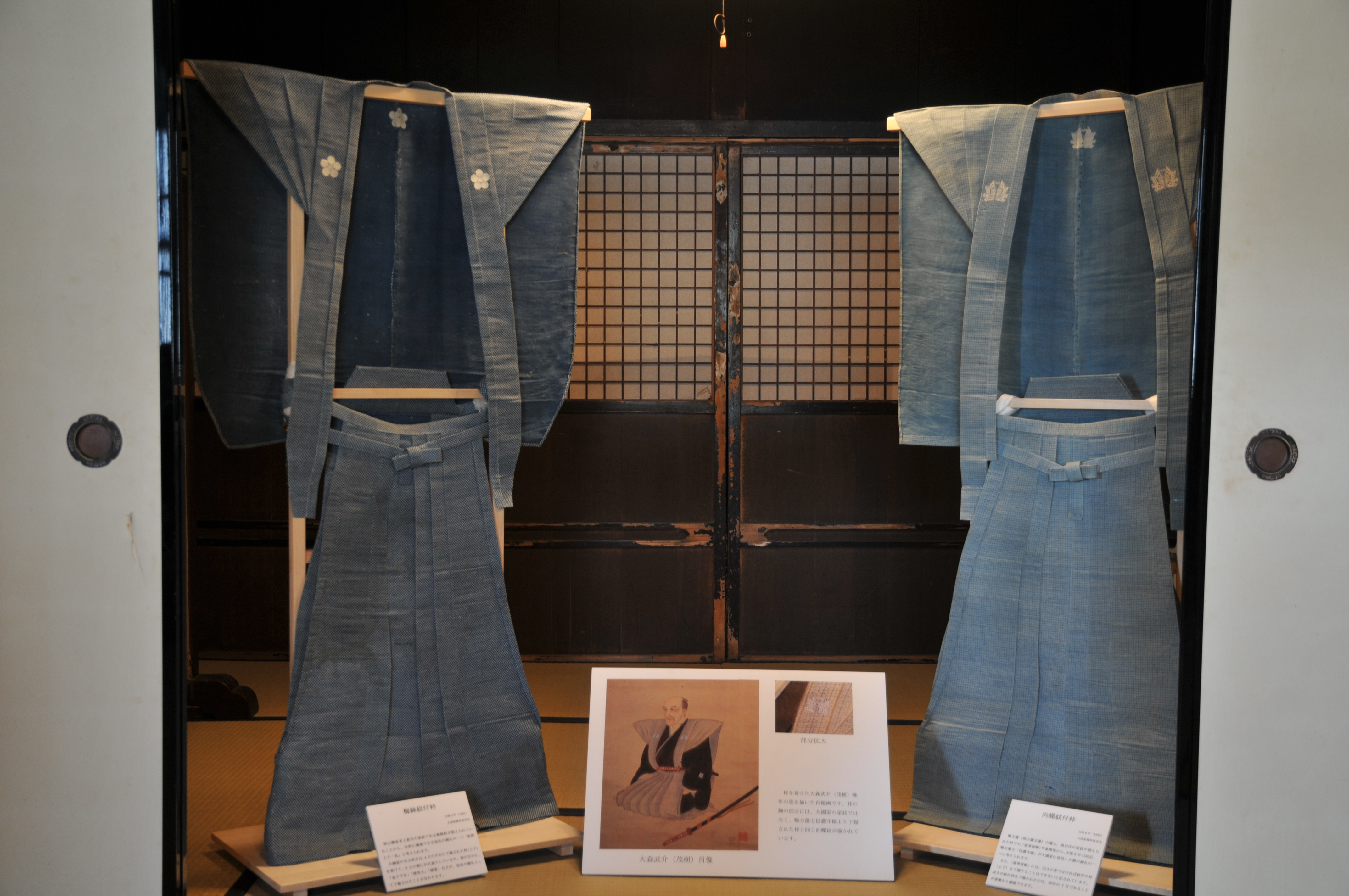
拝領の裃
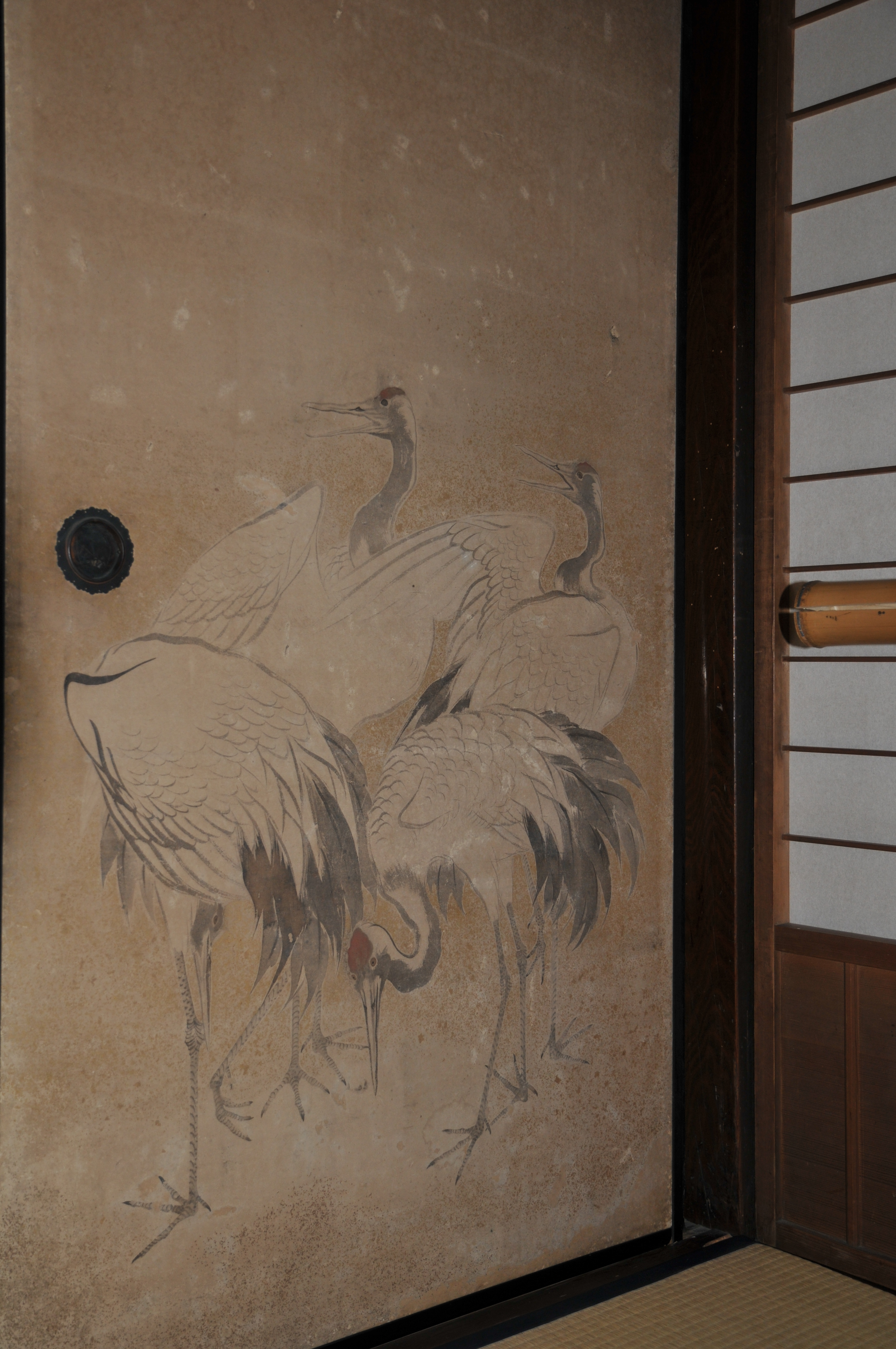
鶴の図
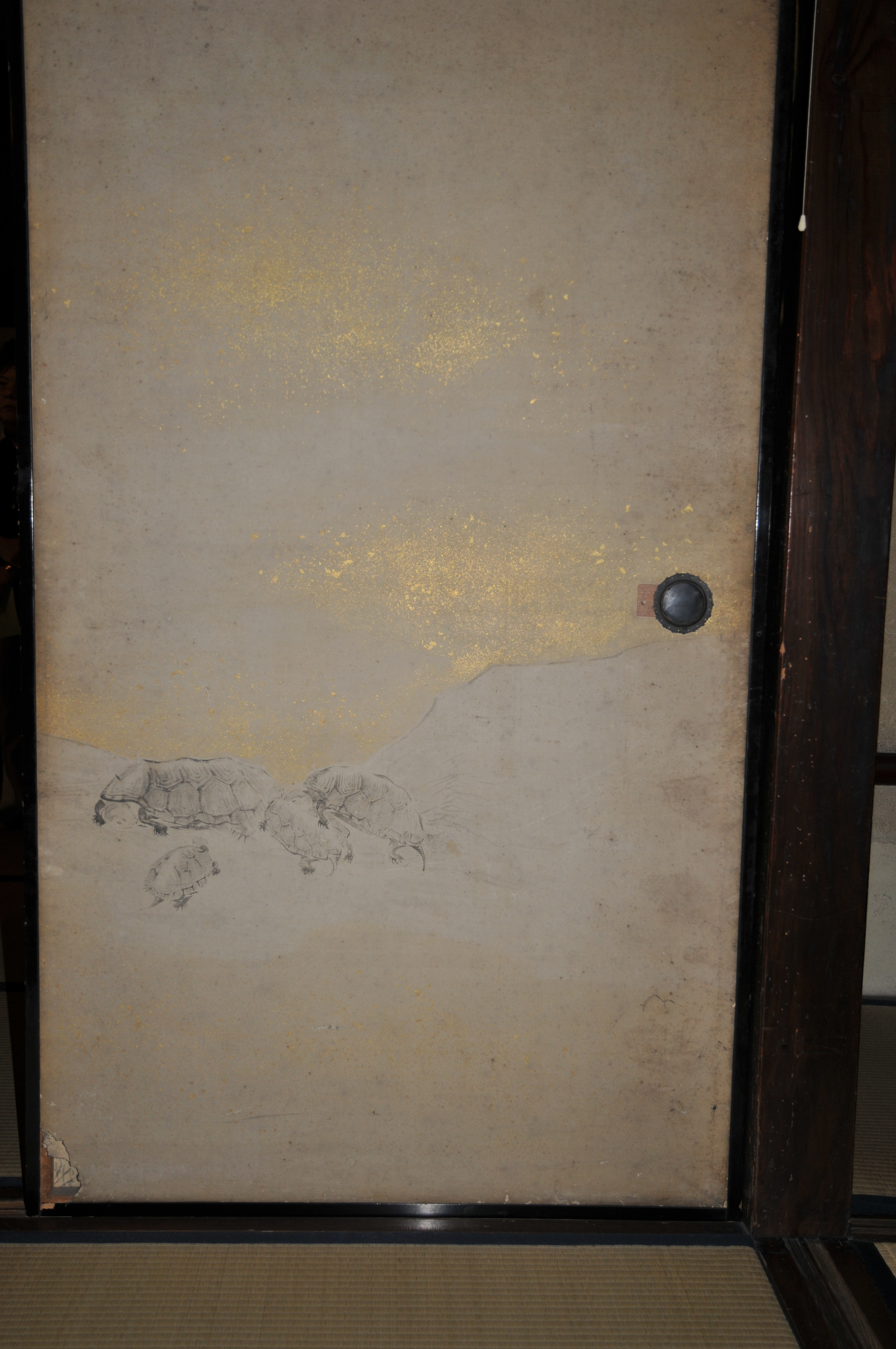
亀の図
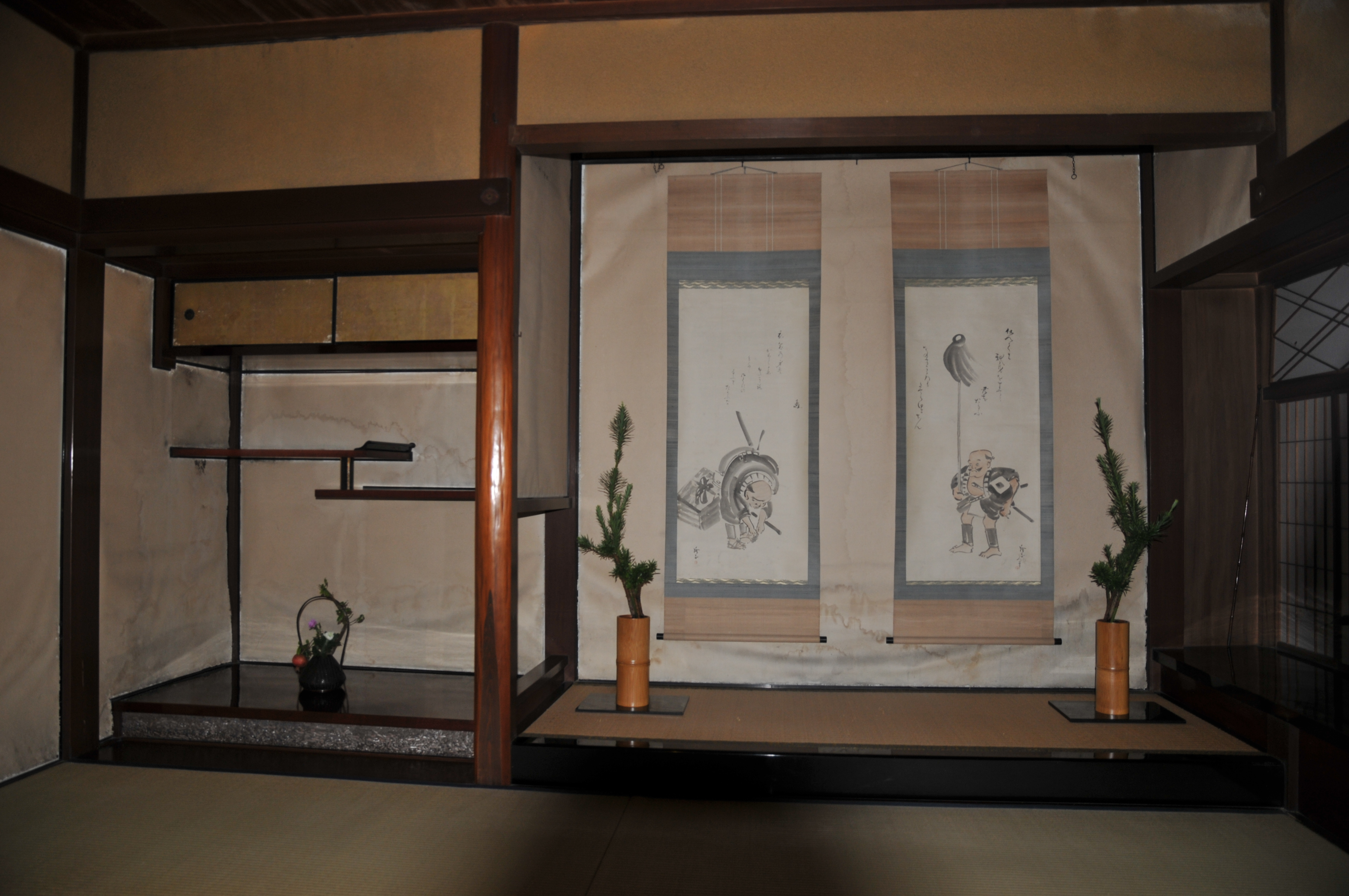
蔵座敷「御成の間」の床・棚
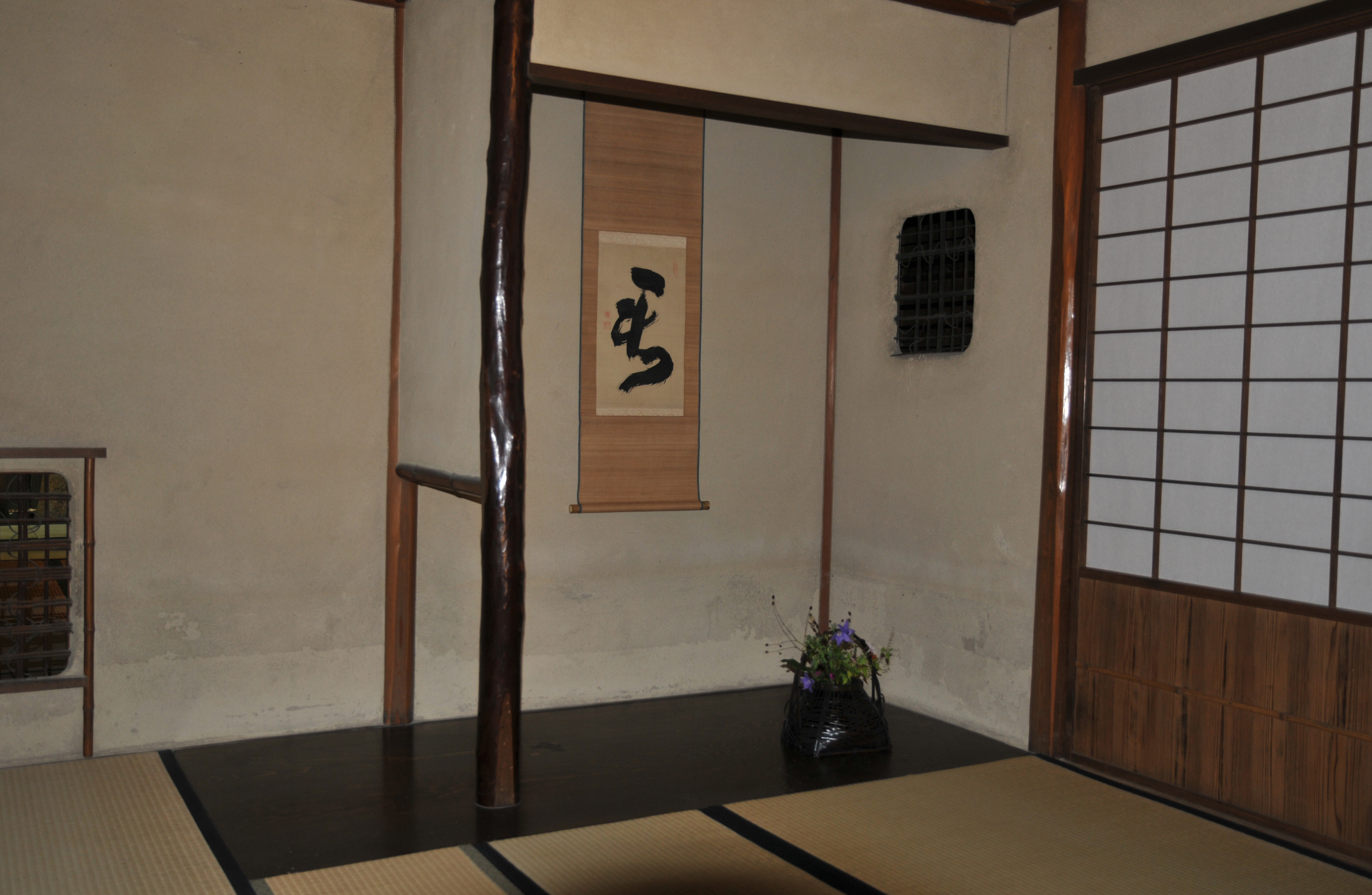
蔵座敷内の茶室と踏み込み床
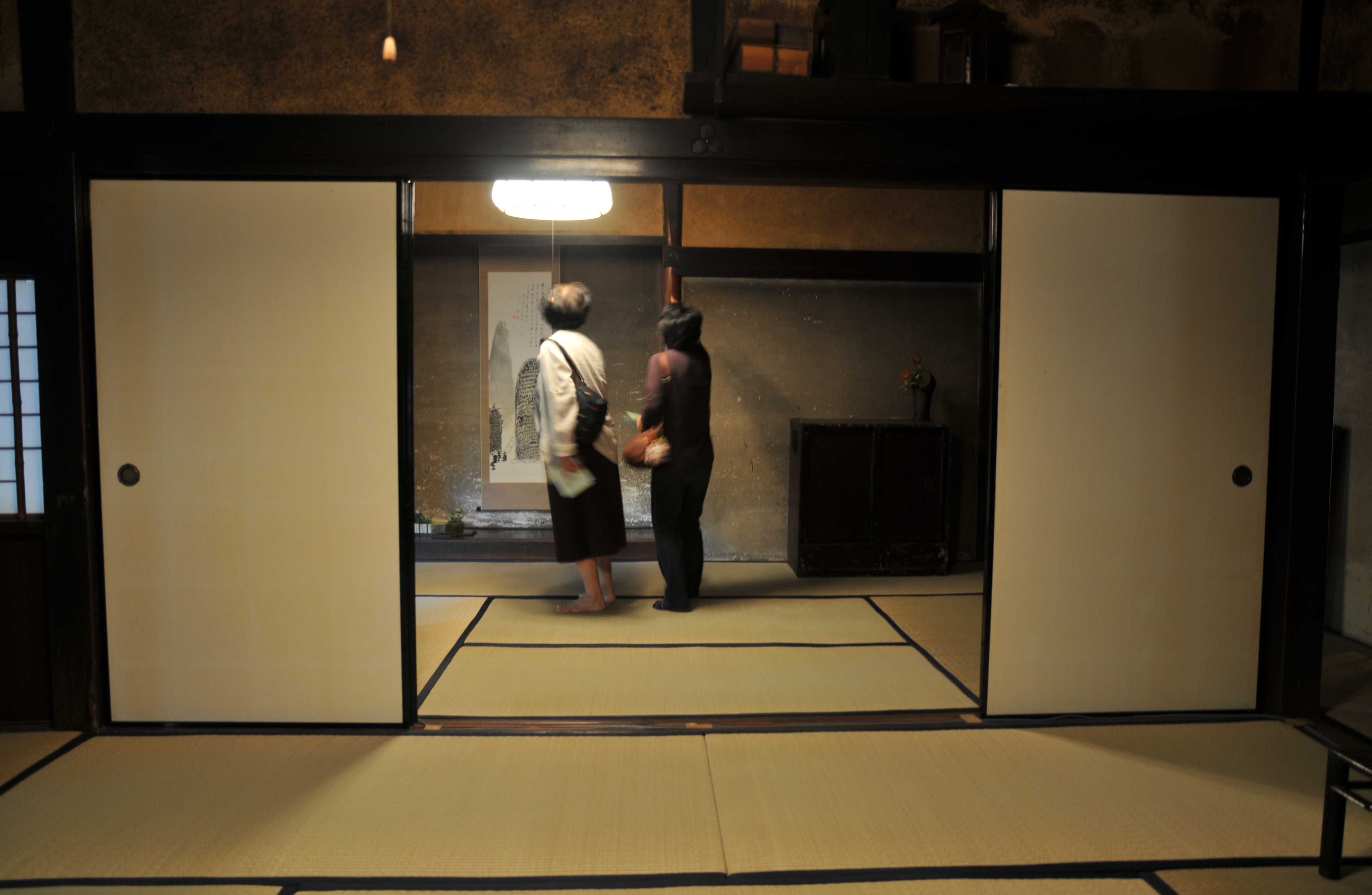
蔵座敷南側の座敷

## 利用情報
- 一般公開：年1回、但し5人以上であれば、1週間以上前に「学び館サエスタ」または「和気町歴史民俗資料館」に申し込めば、見学可能。
- 入場料：無料、駐車場あり

## 参考資料
- 「新指定の文化財」『月刊文化財』490号、第一法規、2004
- 現地説明板
- 旧大國家住宅（現地配布パンフレット）